# Холверда, Ваут
Ваут Холверда (нидерл. Wout Holverda; 22 апреля 1958, Лейден, Южная Голландия — 3 декабря 2021, Нидерланды) — нидерландский футболист, играл на позиции нападающего.

## Биография

### Игровая карьера
В юности Холверда играл за «Роденбург» и привлёк внимание роттердамской «Спарты». В течение шести сезонов он играл за «Спарту», за которую сыграл во всех турнирах более 150 матчей и забил 61 гол. 
В 1984 году перешёл в «Фортуну», за которую играл в течение трёх сезонов. Последним клубом в карьере стал «Харлем», в котором завершил карьеру.

### Смерть
Скончался 3 декабря 2021 года в возрасте 63 лет.